# Rhogeessa io
Rhogeessa io е вид бозайник от семейство Гладконоси прилепи (Vespertilionidae).

## Разпространение
Видът е разпространен в Боливия, Бразилия, Венецуела, Гвиана, Еквадор, Колумбия, Коста Рика, Никарагуа, Панама, Суринам, Тринидад и Тобаго и Френска Гвиана.